# Schefflera volkensii
Schefflera volkensii là một loài thực vật có hoa trong Họ Cuồng cuồng. Loài này được (Harms) Harms miêu tả khoa học đầu tiên năm 1894.